# 20377 Якубишин
20377 Якубишин (20377 Jakubisin) — астероїд головного поясу, відкритий 22 травня 1998 року.
Тіссеранів параметр щодо Юпітера — 3,556.